# Aut (baseball)

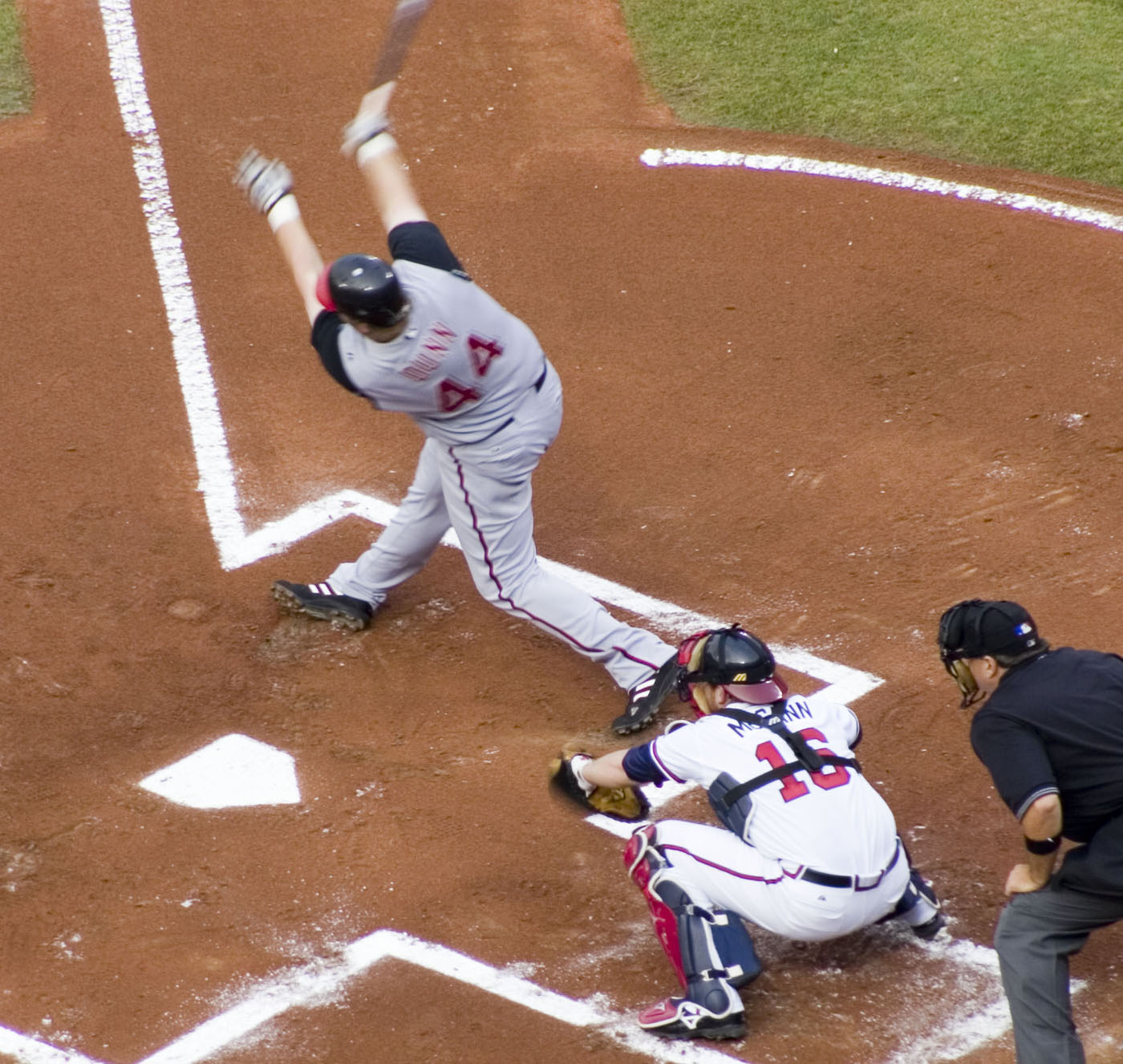
Prošvihnutý strajk aut

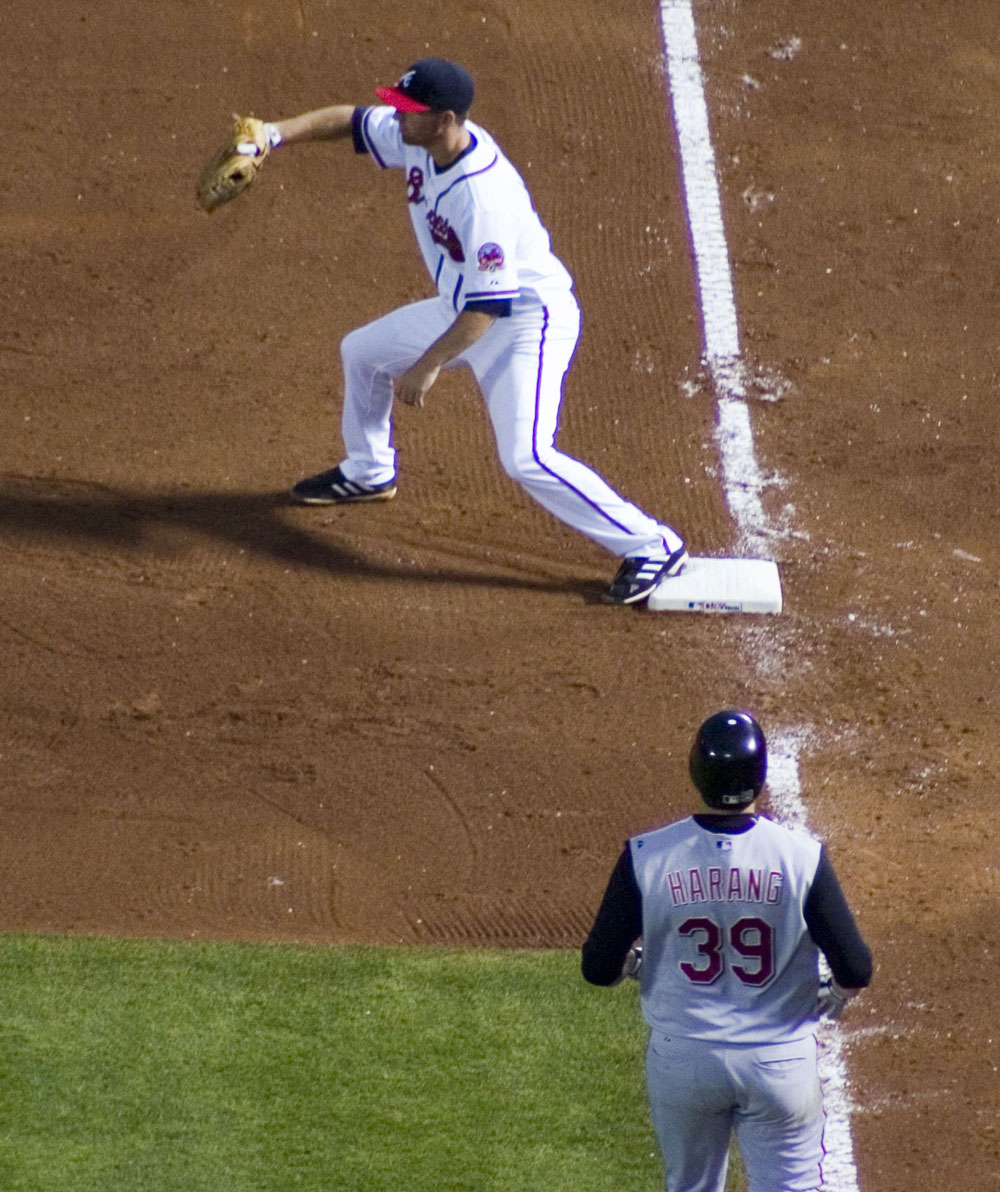
Nucený aut na první metě

Aut (angl. out) je herní situace v baseballu a softballu, při které obrana vyřadí (vyautuje) hráče útočícího družstva ze hry v dané půlsměně. Snahou obrany je zahrát co nejrychleji tři auty, čímž půlsměna skončí a bránící družstvo přechází na pálku a naopak.

## Základní typy autů

### Strajk aut
Strajk aut (angl. strike out) je situace, při které je pálkař vyautován bez odpalu, když neodpálí třetí dobrý nadhoz (tzv. strajk).

### Aut ze vzduchu
Aut ze vzduchu (angl. fly out, fly) nastává v situaci, kdy pálkař odpálí míč, který ještě před dopadem na zem chytí některý polař.

### Nucený aut
Nucený aut (angl. force out) nastává v situaci, kdy se polař držící míč dotkne první mety dříve, než na ni doběhne běžící pálkař, případně polař takto zašlápne některou z met dříve, než na ni doběhne běžec, který o ni musí usilovat při nuceném postupu.

### Aut dotykem
Aut dotykem (angl. tag out, touch) nastane, pokud se běžce dotkne (tečuje) polař míčem nebo rukavicí, ve které má míč (bezpečně pod kontrolou). Takto může být vyautován pouze běžec, který se nedotýká mety (výjimkou je první meta, které je tzv. průběžná; běžci stačí se mety dotknout při proběhnutí a nemůže být vyautován až do návratu na první metu; nesmí při tom ovšem usilovat o druhou metu).

## Několikanásobné auty

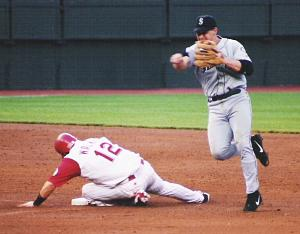
Dvojaut (hráč vpravo zašlápnul 2. metu dříve než na ni doslajdoval soupeř a příhozem na 1. metu se snaží vyautovat ještě běžícího pálkaře)

Kombinací základních typů autů lze v jedné rozehře provést několikanásobné vyautování útočících hráčů.

### Dvojaut
Dvojaut (angl. double play) je kombinace dvou autů v jedné rozehře. Vhodná situace na dvojaut nastává při nuceném postupu, kdy musí běžci po odpalu do země postupovat na další metu. Obrana za této situace může zahrát nucený aut na této metě (nejčastěji na druhé) a následně ještě příhozem na první metu zahrát nucený aut na běžícího pálkaře.
Dalším způsobem zahrání dvojautu může být kombinace autu ze vzduchu a následný příhoz na metu, kde je zahrán nucený aut na běžce, který se musí po chyceném odpalu ze vzduchu vracet na metu z které vyběhl.

### Trojaut
Kombinací autů lze zahrát taky trojaut (angl. triple play). Tato obranná hra se podaří zahrát výjimečně.